# はっぴーカッピ
『はっぴーカッピ』は、日本の漫画およびテレビアニメ作品。漫画は『ぷっちぐみ』『小学一年生』『小学二年生』（いずれも小学館）で連載の少女漫画である。テレビアニメはテレビ東京系にて放送。

## 概要
2007年9月号から、『ぷっちぐみ』『小学一年生』『小学二年生』『小学三年生』『小学四年生』で漫画が連載されていた。たくさんのスイーツが登場し、小さな女の子が大好きなテーマとなっている。
2011年4月より、キャラクターや設定を一新したテレビアニメが放送。これによりテレビアニメ版が本流となり、あわせて漫画の連載もリニューアルされた。

## キャラクター
※声はテレビアニメの担当声優
カッピ
声 - 加藤英美里
本作の主人公。カピメシアの王子。一人称は「僕」。のんびり屋で、周りの人に迷惑をかけている。甘いものがだいすき。
「のりのり!動物図鑑」では、スグリと共に進行役を担っているが、半年後にドクロッピに交代した上で出演は無くなるも、以後は不定期出演する機会が多かった。
木下 スグリ（きのした スグリ）
声 - 大久保瑠美
もう一人の主人公。9歳で小学校3年生の女の子。カッピのパートナー。一人っ子。男勝りな性格。将来の夢はデザイナー。
「のりのり!動物図鑑」では、カッピと共に進行役を担っているが、半年後にホイッピに交代した上で出演は無くなるも、以後は不定期出演する機会が多かった。
持田 あん（もちだ あん）
声 - 後藤沙緒里
スグリの親友。家は和菓子屋さん。
木下 ユズ夫（きのした ユズお）
声 - 速水けんたろう（第1話 - 第14話）→宇垣秀成（第16話 - ）
スグリのお父さん。獣医。
声を演じていた速水は第14話まで出演していたが、第15話以降は「のりスタ」シリーズのコーナーアニメ等に何度か出演経験がある宇垣が演じることになっている。
木下 ナツメ（きのした ナツメ）
声 - 大浦冬華
スグリのお母さん。ドーナッツを作るのが得意。
ドクロッピ
声 - 下和田ヒロキ
カッピをライバル視している。一人称は「俺様」で、口癖は「～クロ」。
「のりのり!動物図鑑」では、降板したカッピの後任となる10月以降の進行役をホイッピと共に担っている。
ホイッピ
声 - 櫻井浩美
カッピに恋してる、おませなカピメシア娘。
「のりのり!動物図鑑」では、降板したスグリの後任となる10月以降の進行役ドクロッピと共に担っている。
コバラ
声 - 大浦冬華
カッピの妹。いたずらっ子。怪盗カピバーラに憧れている。
持田 かしわ（もちだ かしわ）
声 - 下和田ヒロキ
あんの兄。

## テレビアニメ
2011年4月6日から2011年9月28日までテレビ東京系『のりのり♪のりスタ!』内にて放送。
新コーナー「のりのり!動物図鑑」が設置されており、アニメ放送期間中はカッピ、スグリが、アニメ放送終了に伴い、同年10月以降はドクロッピ、ホイッピに交代している。

### スタッフ
- 原作 - サンキャラット、ティー ワイ リミテッド、小学館、タカラトミーアーツ
- 監督・演出 - 峯沢琢也
- シリーズ構成 - 金春智子
- キャラクター原案 - 青柳恵子
- 原案協力 - 飯嶋奈穂子
- CGディレクター - 熊野恵美
- チーフデザイナー - 桑波田満
- キャラクターデザイン - 日比野真澄
- 編集 - 沖田秀樹
- 音響監督 - 藤田亜紀子
- 音楽 - 渡部チェル
- 音楽プロデューサー - 高岸るみ子
- プロデューサー - 松本裕子、齋藤雅弘
- アニメーションプロデューサー - 野田由紀夫
- アニメーション制作 - 小学館ミュージック&デジタル エンタテイメント
- 製作 - テレビ東京、小学館集英社プロダクション

### 主題歌
「はぴカピドーナッツ!!」
作詞 - 山田ひろし / 作曲・編曲 - 渡部チェル / 歌 - カッピ&スグリ（加藤英美里、大久保瑠美）

### 各話リスト
| 話数   | サブタイトル                 | 脚本     | 絵コンテ | 放送日        |
| ------ | ---------------------------- | -------- | -------- | ------------- |
| 第1話  | はぴカピドーナッツ!!         | 金春智子 | 峯沢琢也 | 2011年 4月6日 |
| 第2話  | そらとぶグリちゃん           | 金春智子 | 戸部敦夫 | 4月13日       |
| 第3話  | カッピのおてつだい           | 土屋理敬 | 戸部敦夫 | 4月20日       |
| 第4話  | おでかけカッピ               | 金春智子 | 玉川真人 | 4月27日       |
| 第5話  | どっちがうまうま?            | 土屋理敬 | 峯沢琢也 | 5月4日        |
| 第6話  | ドクロッピがきた!            | 土屋理敬 | 加戸誉夫 | 5月11日       |
| 第7話  | さよならカッピ               | 末永光代 | 戸部敦夫 | 5月18日       |
| 第8話  | すてきなプレゼント           | 金春智子 | 戸部敦夫 | 5月25日       |
| 第9話  | ホイッピがきちゃった!        | 土屋理敬 | 玉川真人 | 6月1日        |
| 第10話 | グリちゃんのだいへんしん     | 末永光代 | 玉川真人 | 6月8日        |
| 第11話 | かいとうコバラちゃん!?       | 金春智子 | 加戸誉夫 | 6月15日       |
| 第12話 | カッピのあまやどり           | 土屋理敬 | 玉川真人 | 6月22日       |
| 第13話 | みんながいちどにやってきた   | 末永光代 | 戸部敦夫 | 6月29日       |
| 第14話 | はしれ! グリちゃん           | 金春智子 | 玉川真人 | 7月6日        |
| 第15話 | シュシュブレスがきえちゃった | 末永光代 | 戸部敦夫 | 7月13日       |
| 第16話 | はっぴーなきねんび           | 土屋理敬 | 玉川真人 | 7月20日       |
| 第17話 | キャンプでだいぼうそう       | 末永光代 | 戸部敦夫 | 7月27日       |
| 第18話 | みんなでたからさがし         | 金春智子 | 玉川真人 | 8月3日        |
| 第19話 | ちっちゃくなってうまうま     | 土屋理敬 | 玉川真人 | 8月10日       |
| 特別編 | カッピだいすき!              | 峯沢琢也 | 峯沢琢也 | 8月17日       |
| 第20話 | こいするワンちゃん           | 峯沢琢也 | 峯沢琢也 | 8月24日       |
| 第21話 | おかしなコンテスト           | 土屋理敬 | 戸部敦夫 | 8月31日       |
| 第22話 | ふしぎなおもいでだま         | 金春智子 | 戸部敦夫 | 9月7日        |
| 第23話 | カッピとおおげんか           | 土屋理敬 | 加戸誉夫 | 9月14日       |
| 第24話 | まほうがつかえない!          | 金春智子 | 峯沢琢也 | 9月21日       |
| 第25話 | はっぴーだね! カッピ!        | 金春智子 | 峯沢琢也 | 9月28日       |